# Ariarates X
Ariarates, chamado por alguns historiadores de Ariarates IX da Capadócia, foi um rei da Capadócia, de 42 a.C. a 36 a.C..
Em 42 a.C., seu antecessor, Ariobarzanes, havia sido executado pela cavalaria romana a serviço de Cássio, por ter conspirado contra Cássio. Ariarates seria irmão  ou, segundo Clinton, filho de Ariobarzanes. William Smith considera que Ariarates seria filho não de Ariobarzanes III, mas de Ariobarzanes II da Capadócia, com base em Estrabão. Segundo Estrabão, a família de Ariobarzanes I da Capadócia durou três gerações.
Em 41 a.C. ou 36 a.C., ele foi expulso da Capadócia por Marco Antônio, que colocou como rei Arquelau da Capadócia, que, por parte de pai, era descendente de Arquelau, que havia lutado contra os romanos e, por parte de mãe, era filho de uma hetera, Glafira.